# Duduk
El duduk (en armenio: դուդուկ IPA: [duˈduk]) es un instrumento de viento de madera de lengüeta doble que es tradicional de Armenia. El duduk está también difundido en los países limítrofes de Armenia donde se lo denomina mey en Turquía, duduki en Georgia, balaban en Azerbaiyán e Irán.
Para su fabricación se emplea la madera del albaricoquero. Su gran lengüeta y el cuerpo cilíndrico producen un sonido dulce entre el corno inglés y el oboe. 
Desde 2008, el duduk y su música están inscritos en la Lista representativa del Patrimonio Cultural Inmaterial de la Humanidad, a propuesta de Armenia.

## Etimología
El nombre duduk proviene del dialecto armenio de la provincia de Van y se difundió tras el masivo éxodo de su población (alrededor de 300.000 personas) en 1915 y su asentamiento en la Armenia Oriental bajo jurisdicción Rusa. En el dialecto de la Armenia Oriental (actual República de Armenia) hasta ese momento era nay o nayi. En el dialecto de Mush también nay, en el dialecto de Erzurum mey, en el dialecto de Ajalkalak, Ajaltsije y Alexandropol también mey, en el dialecto de Jnús y Mojraberd nar, etc.-
En los textos en armenio antiguo está documentado en la forma de նայ - nay:
          "... հնչեն նայ թէ ի ուրախութեան եւ խնդութեան, եւ նայ ի սուգ եւ ի յարտասունս..."
        "... hacen sonar el nay durante la alegría y el gozo así como durante el luto y el llanto..."
                          Մատենադարան, ձեռ.թ. 848, էջ 131 ա-բ /  Matenadarán, manuscrito n.º 848, p. 131 a-b

## En la cultura popular
En la serie Avatar El Último Maestro del Aire, su sonido es utilizado para crear la melodía característica del cuerno Tsungi (instrumento ficticio de viento que tiene forma de un cuerno curvo y pulido hecho de metal), alterada por ordenador.